# Палаццо Болдо-а-Сан-Феличе
Палаццо Болдо-а-Сан-Феличе (итал. Palazzo Boldù a San Felice) — дворец в Венеции, расположенный в сестиере Каннареджо на берегу Гранд-канала между Палаццо Контарини-Пизани и Палаццо да-Лецце.

## История и архитектура
Дворец построен в XVI веке для знатной семьи Болдо, в конце XVII века перешёл семье Гизи и был перестроен. Позже был куплен семьёй Контарини, которая хотела объединить его с соседним зданием (Палаццо Контарини-Пизани), но этот проект так и не был реализован.